# Microphotus pecosensis
Microphotus pecosensis is een keversoort uit de familie glimwormen (Lampyridae). De wetenschappelijke naam van de soort werd voor het eerst geldig gepubliceerd in 1912 door Fall.